# Simone & Charly Brunner

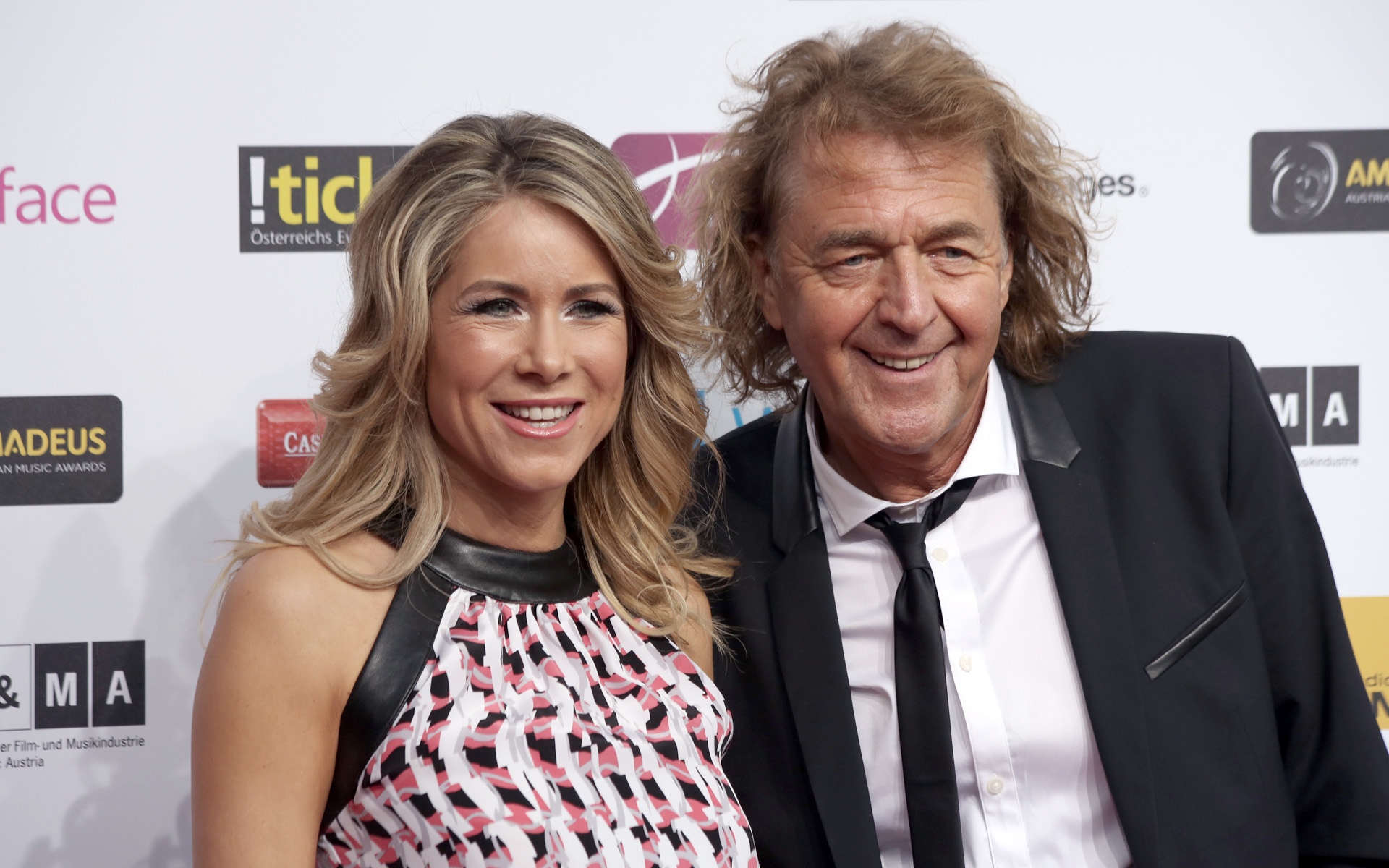
Simone Stelzer met Charly Brunner in 2014

Simone & Charly Brunner is een Oostenrijks Schlager-zangduo, ontstaan in 2013 en bestaat uit Charly Brunner en Simone Stelzer.
In het verleden heeft Charly al enkele liedjes voor Simone geschreven (op de albums "Träume" en "Solang wir lieben"), maar hun eerste samenwerking als duet was in 2012, toen Simone aan Charly vroeg om met haar een duet op te nemen. Dit lied heet "Ich denk noch an dich" en staat op het laatste soloalbum "Pur" van Simone uit 2012.
Dit duet bleek voor beide zo'n succes, dat ze besloten om samen een heel album op te gaan nemen (Das kleine große Leben).
Op 6 mei 2014 heeft het duo de "Amadeus Award" ontvangen voor hun samenwerking en dit album.
Op 25 september 2016 hebben ze de "Goldene Antenne" prijs ontvangen van de BRF voor hun nieuwe -tweede- Album "Alles Geht!".
Sinds hun 2de album uitkwam eind november 2015 zijn ze tot aan kerst 2016 welhaast constant aan het rondtouren geweest door Oostenrijk en vooral Duitsland. Hierbij reisden zij o.a. mee met het televisieprogramma "Immer wieder Sonntags-unterwegs" en "Immer wieder Weihnachten".
Met hun nieuwe Album "Wahre Liebe", dat op 19 januari 2018 verscheen, hebben ze hun duonaam weer terugveranderd naar Simone & Charly Brunner.

## Muziekstijl
Simone en Charly zingen het levenslied in het Duits maar ook in Oostenrijks dialect. Hun liedjes gaan over de liefde, het leven, ouder worden en levenservaring en dit voorzien van veelal vrolijke en aanstekelijke melodieën op een vlotte disco-fox basis, maar ook ballades zijn op hun albums terug te vinden.

## Discografie
Albums
- 2013 - Das kleine große Leben
- 2015 - Alles geht!
- 2018 - Wahre Liebe

Singles
- 2012 - Ich denk noch an dich
- 2013 - Das kleine große Leben
- 2013 - Komm wach auf und tanz mit mir
- 2014 - Liebe ist Liebe
- 2014 - Das Lied von Lucy Jordan
- 2014 - Warm ums Herz
- 2015 - Buongiorno Amore
- 2015 - Arche Noah
- 2016 - Nur für den Moment
- 2016 - Woher weiß ich das es Liebe ist
- 2016 - Das kann uns keiner nehmen
- 2017 – Wahre Liebe
- 2018 – Nachtschwärmer
- 2018 – Die Tagen enden nicht am Horizont
- 2018 – Traumtänzer
- 2019 – Kompass für mein Herz
- 2020 – Wir sind alle über 40
- 2021 – Die beste Zeit ist jetzt